# Mitchell Penning
Mitchell Penning (Peoria, 17 aprile 1995) è un pallavolista statunitense.
Gioca nel ruolo di centrale nel Rottenburg.

## Carriera

### Club
La carriera di Mitchell Penning inizia nella Westminster Christian. Successivamente gioca a livello universitario, vestendo la maglia della Pepperdine in NCAA Division I dal 2014 al 2017.
Nella stagione 2017-18 firma il suo primo contratto professionistico in Italia, ingaggiato dall'Argos di Sora, in Serie A1, mentre nella stagione seguente partecipa alla 1. Bundesliga tedesca col Rottenburg.

### Nazionale
Fa parte della nazionale statunitense Under-19, vincendo la medaglia di bronzo al campionato nordamericano 2012.

## Palmarès

### Nazionale (competizioni minori)
- Campionato nordamericano Under-19 2012